# Libro di Vercelli
Il Libro di Vercelli (in inglese Vercelli book), è un manoscritto redatto alla fine del X secolo, che riporta una serie di opere di carattere religioso, parte in versi e parte in prosa. 
Il libro, uno dei più antichi testi scritti in antico inglese, è conservato nella Biblioteca Capitolare di Vercelli, catalogato con il numero romano CXVII. Il manoscritto è composto da centotrentasei sottili fogli di pergamena. I fogli misurano circa trentun centimetri per venti e contengono ciascuno da ventitré a trentadue righe di testo. I fogli sono molto ben conservati e sono probabilmente l'opera di un unico copista che utilizzò la scrittura minuscola quadrata anglosassone. Non è mai stato chiarito come il testo fu trasferito dall'Inghilterra a Vercelli, in Italia. Diverse furono le ipotesi al riguardo, forse il Libro di Vercelli è un lascito di un pellegrino diretto verso Roma. Vercelli infatti costituiva una delle tappe della Via Francigena, motivo per cui molti pellegrini e studenti di origine britannica passavano di lì. Da tenere in considerazione è anche la presenza dell'Ospedale di Santa Brigida degli Scoti, che offriva rifugio ai pellegrini.

## Struttura
Il codice è composto da ventitré omelie, di cui una (XXIII) è una vita in prosa di san Guthlac e sei testi poetici, due dei quali, Fates of the Apostles e Elena, contengono la firma runica di Cynewulf.

## Testi poetici
- Andreas: 1722 versi che descrivono la fantastica missione dell'Apostolo Andrea in Scozia.
- The Fates of the Apostle (I destini degli apostoli): di Cynewulf, il martirologio dei dodici apostoli.
- Soul and Body (Dialogo tra l'anima e il corpo): nella prima parte un'anima rimprovera il proprio corpo peccatore. Nella seconda un'anima pia fa delle promesse.
- Bi manna lease: è un poema sulla falsità degli uomini.
- The Dream of the Rood (Il sogno della croce): dove all'autore appare in sogno la croce di Gesù Cristo. La croce gli narra la Crocifissione, la Deposizione e la Sepoltura di Cristo.
- Elena: di Cynewulf, nei 1321 versi si descrive il ritrovamento della croce da parte della madre dell'imperatore Costantino.

Si pensa che le intenzioni del committente fossero quelle di costituire un florilegio religioso, da utilizzarsi per la meditazione e la preghiera. A causa di una superficiale tradizione storiografica locale, si è sempre attribuita la presenza a Vercelli del codice ad un pellegrino di passaggio, essendo la città una delle tappe della cosiddetta Via Francigena, via di pellegrinaggio dall'Inghilterra verso Roma; altri lo hanno collegato al cardinale Guala Bicchieri, vercellese inviato dal papa in Inghilterra come legato dal 1216 per arginare le lotte di successione al trono. Gli studi recenti, ancora in corso, sono propensi ad identificarlo quale dono di un vescovo presente in Vercelli attorno all'anno mille.